# Шпичич, Матия
Мати́я Шпи́чич (хорв. Matija Špičić; 24 февраля 1988, Загреб, СФРЮ) — хорватский футболист, защитник .

## Клубная карьера
Воспитанник школы футбольного клуба «Загреб». С 2006 по 2011 год выступал за основной состав этого клуба. В 2011 году перешёл в стан украинской «Таврии». Дебютировал за команду из Симферополя 29 апреля того же года, в матче против «Волыни» (0:0). Летом получил статус свободного агента. Осенью пополнил состав хорватской «Истры 1961». В январе 2012 года пополнил состав «Сибири» из Новосибирска.

## Международная карьера
Выступал за сборные Хорватии от 16 до 20 лет. В составе сборной Хорватии до 17 лет участвовал в первенстве Европы 2005 года.

## Награды
- Орден Хорватской звезды с ликом Франьо Бучара (10 марта 2025 года)[4]